# Câmp
Câmp település Romániában, Erdélyben, Beszterce-Naszód megyében.

## Fekvése
Mezőörményes mellett fekvő település.

## Története
Câmp korábban Mezőörményes része volt. 1956-ban vált külön településsé 301 lakossal. 1966-ban 309 lakosából 308 román, 1 magyar volt. 1977-ben 240, 1992-ben 168, 2002-ben 150 román lakost számoltak itt össze.